# Wasserturm Aukrug-Böken
| Wasserturm Aukrug-Böken | Wasserturm Aukrug-Böken       |
| Wasserturm Aukrug-Böken | Wasserturm Aukrug-Böken       |
| Daten                   | Daten                         |
| ----------------------- | ----------------------------- |
| Baujahr:                | 1907                          |
| Denkmalschutz:          | Einfaches Kulturdenkmal       |
| Turmhöhe:               | 7 m                           |
| Nutzhöhe:               | 6 m                           |
| Behälterart:            | Zylindrischer Behälter        |
| Volumen des Behälters:  | 30 m³                         |
| Betriebszustand:        | in Betrieb (2016)             |
| Ursprüngliche Nutzung:  | Wasserversorgung der Gemeinde |

Das 1907 erbaute, nur 7 m hohe Bauwerk liegt am Dorfplatz von Aukrug-Böken an der Böker Straße. Es ist eher ein Wasserhochbehälter, wird von den Einheimischen aber als Wasserturm bezeichnet. Der Wasserturm wurde durch die Wassergenossenschaft Aukrug-Böken betrieben. Der Wasserturm versorgte nur den Ortsteil Böken.

## Bauwerk
Der zylindrische Behälter hat einen Innendurchmesser von 4,5 m und ist damit kaum höher als breit. Das Backsteinmauerwerk ist durch Lisenen gegliedert. Eine zum Dorfplatz gerichtete Tür hat man nachträglich eingebaut. Nach oben schließt ein mit Dachpappe gedecktes flaches Zeltdach den Bau ab.

## Geschichtliches zur Wasserversorgung in Böken
Die Wasserversorgungsgenossenschaft Böken baute um 1907 – gleichzeitig mit dem Wasserturm – eine fünf Kilometer lange, gusseiserne Wasserleitung. Sie führte Wasser aus Quellen im Naturschutzgebiet Innien durch natürliches Gefälle zum Wasserturm. Die Verbindung vom Turm zu den Haushalten wurde durch glasierte Tonrohre hergestellt. Eine Filterung des Wassers war nicht vorgesehen.
1951 ließ die Genossenschaft drei 30 m tiefe Brunnen bohren und stellte die Versorgung auf Grundwasser um.
Als in den 1960er Jahren der Wasserbedarf der Gemeinde zunahm, reichte die bisherige Technik nicht mehr aus. Zwei Druckkessel wurden im Turminneren installiert. Dazu musste man eine große Tür zur Straße hin einsetzen. Später kamen eine Enteisenungs- sowie eine Entmanganisierungsanlage hinzu. Die Versorgungsanlage war bis Ende 2022 in Betrieb.